# Ramainandro
Ramainandro – gmina (kaominina) na Madagaskarze, w regionie Vakinankaratra, w dystrykcie Faratsiho. W 2001 roku zamieszkana była przez 15 062 osoby. Siedzibę administracyjną stanowi Ramainandro.
Na obszarze gminy funkcjonują m.in. szkoła pierwszego stopnia oraz poczta. 95% mieszkańców trudni się rolnictwem, 4% pracuje w sektorze hodowlanym, natomiast 1% w usługach. Produktami o największym znaczeniu żywnościowym są ryż, ziemniak oraz kukurydza.